# Дьяконово (Курская область)
Дьяконово — село в Октябрьском районе Курской области. Центр Дьяконовского сельского совета.

## География
Дьяконово расположено на берегу реки Воробжа, левого притока реки Сейм. Через село проходят автомобильные дороги регионального значения 38К-004 (Дьяконово — Суджа — граница с Украиной) и 38К-017 (Курск — Льгов — Рыльск — граница с Украиной). Находится в 2 километрах от райцентра Прямицыно и в 23 километрах от областного центра Курска.
Улицы
В селе улицы: Городская, Заводская, Заречная, Комсомольская, Красной Звезды, Ломакина, Луговая, Магистральная, Мирная, Молодёжная, Парковая, Первомайская, переулок Победы, Победы, Полевая, Садовая, Симоненко, Советская, Центральная и Школьная.
Климат
Дьяконово, как и весь район, расположено в поясе умеренно континентального климата с тёплым летом и относительно тёплой зимой (Dfb в классификации Кёппена).
| Показатель                                                                      | Янв. | Фев. | Март | Апр. | Май  | Июнь | Июль | Авг. | Сен. | Окт. | Нояб. | Дек. | Год  |
| ------------------------------------------------------------------------------- | ---- | ---- | ---- | ---- | ---- | ---- | ---- | ---- | ---- | ---- | ----- | ---- | ---- |
| Средний суточный максимум, °C                                                   | −4,1 | −3,1 | 2,9  | 13,1 | 19,4 | 22,7 | 25,3 | 24,7 | 18,2 | 10,6 | 3,4   | −1,2 | 11,0 |
| Средняя температура, °C                                                         | −6,2 | −5,6 | −0,7 | 8,3  | 14,8 | 18,4 | 21   | 20,1 | 14   | 7,3  | 1,2   | −3,1 | 7,5  |
| Средний суточный минимум, °C                                                    | −8,7 | −8,7 | −4,8 | 2,8  | 9,2  | 13,1 | 15,9 | 15   | 9,8  | 4    | −1,2  | −5,3 | 3,4  |
| Норма осадков, мм                                                               | 51   | 45   | 47   | 50   | 62   | 71   | 73   | 55   | 59   | 59   | 47    | 49   | 668  |
| Источник: Погода по месяцам c ru.climate-data.org(дата обращения: Февраль 2022) |      |      |      |      |      |      |      |      |      |      |       |      |      |

Часовой пояс
Село Дьяконово, как и вся Курская область, находится в часовой зоне МСК (московское время). Смещение применяемого времени относительно UTC составляет +3:00.

## История
В 1935—1963 годах Дьяконово было центром Ленинского района.
В соответствии с законом Курской области «О муниципальных образованиях Курской области» от 15.08.1996 г. № 6 было создано муниципальное образование «Дьяконовский сельсовет» Октябрьского района Курской области с центром в селе Дьяконово. Статус и границы сельсовета установлены Законом Курской области от 21 октября 2004 года № 48-ЗКО «О муниципальных образованиях Курской области».

## Население
| 2002 | 2010  | 2021  |
| ---- | ----- | ----- |
| 4125 | ↘3906 | ↗4322 |

## Известные уроженцы
- Агарков, Егор Прокопьевич — новатор производства, лауреат Сталинской премии (1946)
- Борисенко, Клавдия Егоровна — Герой Социалистического Труда (1957)
- Ломакин, Алексей Максимович — Герой Советского Союза (1944)
- Симоненко, Алексей Фёдорович — Герой Советского Союза (1945)
- Холодова, Клавдия Фёдоровна — русская поэтесса и журналистка

## Инфраструктура
Личное подсобное хозяйство. СНТ Россия и СНТ Цветущий сад. В селе 1542 дома.